# Christian M. Nebehay
Christian Michael Nebehay (* 11. Mai 1909 in Leipzig; † 25. November 2003 in Wien) war ein österreichischer Kunsthändler, Kunstsammler und Autor.

## Leben und Werk
Christian M. Nebehay wurde 1909 als Sohn des österreichischen Kunsthändlers Gustav Nebehay in Leipzig geboren. In Wien lernte er als Kind Gustav Klimt kennen, der der Familie Nebehay drei seiner Werke widmete.

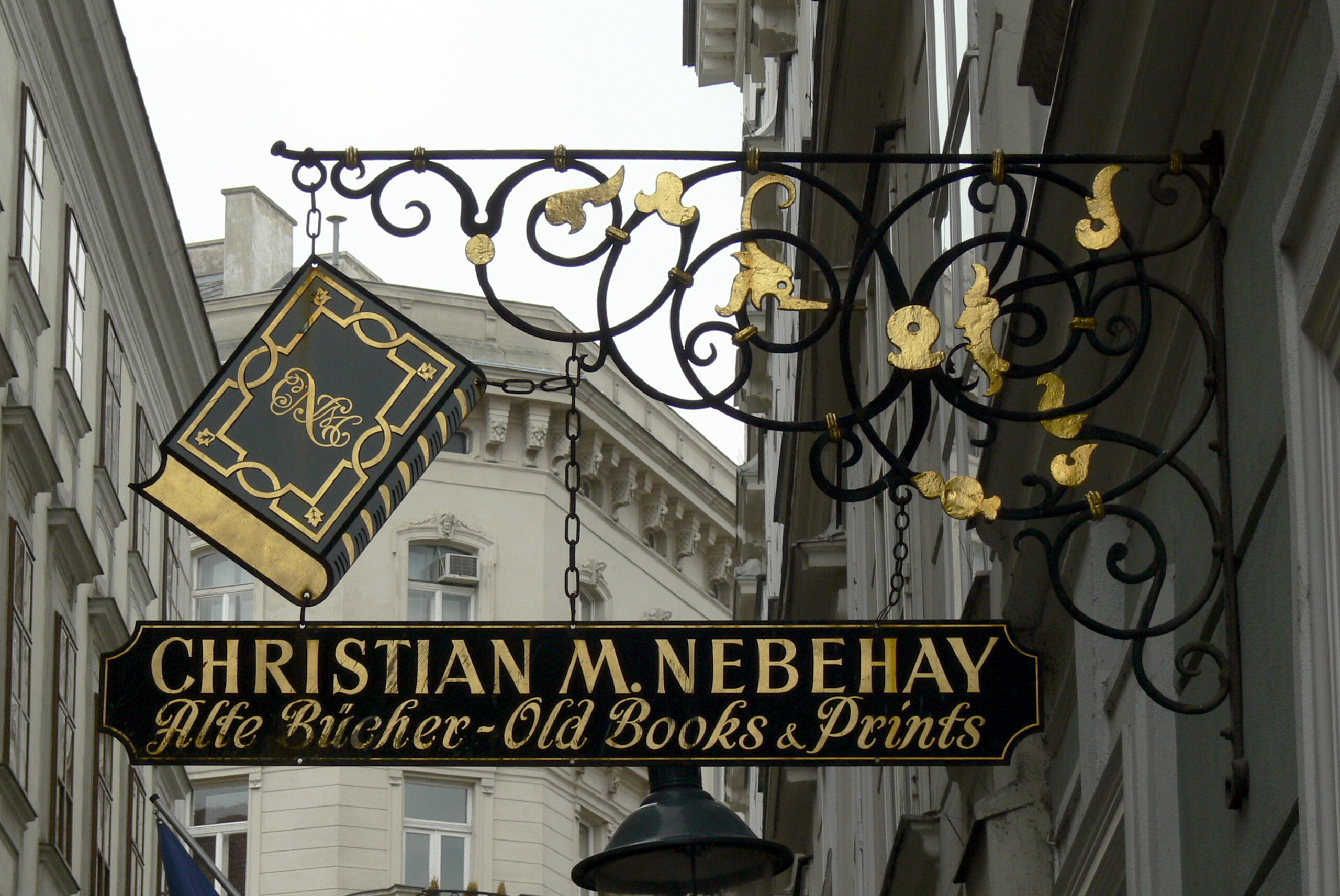
Kunsthandlung und Galerie Christian M. Nebehay

1947 gründete Nebehay die Firma Christian M. Nebehay (Galerie, Kunsthandlung und Antiquariat) im ersten Wiener Bezirk. Über Jahrzehnte nahm er weit über Österreich hinaus eine führende Rolle im Kunst- und Antiquariatshandel ein. Das Geschäft wurde auch nach seinem Tod weitergeführt. Ein früherer Vorsitzender des Verbands der Antiquare Österreichs nannte es „das bedeutendste noch aktive Antiquariat des ‚Alten Kontinents Europa‘“. Nebehay, der zeitweise Präsident der International League of Antiquarian Booksellers war, gründete ebenfalls den Verband der Antiquare Österreichs, dem er über zwei Jahrzehnte als Präsident vorstand, sowie die Gesellschaft der Freunde der Albertina. Seinem Engagement ist es z. B. zu verdanken, dass der Originalkronleuchter für den Studiensaal der Albertina erworben werden konnte. Nebehay konnte auch zahlreiche Erwerbungen im Interesse der österreichischen Kunst tätigen, so vermittelte er u. a. den Erwerb der Handschrift der Dritten Sinfonie von Anton Bruckner für die Österreichische Nationalbibliothek.
Nebehay verfasste zahlreiche Werke über Gustav Klimt und Egon Schiele, die vor allem auch international beachtet wurden. So bezeichnete etwa die New York Times sein Buch Egon Schiele: Von der Skizze zum Bild als „unverzichtbar für jeden, der Schiele studiert“. (englisch: "Egon Schiele: Sketchbooks is indispensable to any student of Schiele […]”)
Er arbeitete bei dem im Jahr 1980 von Mick Gold (Emmy Award 1995) produzierten Film Schiele in Prison mit. Für das österreichische Fernsehen schrieb er Drehbücher für verschiedene Dokumentationsfilme, u. a. für Gustav Klimt und seine Zeit (1975) und für Egon Schiele (1976).
Werke aus Nebehays Kunsthandlung sind etwa in der National Gallery of Art, im Metropolitan Museum of Art und im Museum of Modern Art ausgestellt.

## Persönliches
Nebehay war in erster Ehe mit einer Großnichte von Katharina Schratt, Johanna Nebehay (geb. Müller-Schratt), und in zweiter Ehe mit der Autorin Reneé Nebehay-King verheiratet. Er hat zwei Söhne.

## Auszeichnungen
- 1994: Ehrenkreuz für Wissenschaft und Kunst erster Klasse[9]
- 1984: Ehrenmitglied des Hauptverbandes des österreichischen Buchhandels[12]
- 1980: Paul Harris Fellow, The Rotary Foundation of Rotary International[12]
- 1978: Ernennung zum Professor[12]
- Ehrenmitglied der Gustav Klimt Memorial Society

## Schriften (Auswahl)
- Egon Schiele und die Eisenbahn. Böhlau, Wien 1995, ISBN 978-3-205-98393-4.
- Das Glück auf dieser Welt. Erinnerungen. Verlag Christian Brandstätter, Wien 1995, ISBN 978-3-85447-554-5.
- Gustav Klimt: Von der Zeichnung zum Bild. Verlag Christian Brandstätter, Wien 1992, ISBN 978-3-85447-369-5.
- Egon Schiele: Leben und Werk. Residenz Verlag, Salzburg 1992, ISBN 978-3-7017-0265-7.
- Egon Schiele: Leben. Briefe. Gedichte. Residenz Verlag, Salzburg 1992, ISBN 978-3-7017-0197-1.
- Egon Schiele: Von der Skizze zum Bild. Die Skizzenbücher 1912–1918. Verlag Christian Brandstätter, Wien 1989, ISBN 978-3-85447-320-6.
- Ver Sacrum 1898–1903. Deutscher Taschenbuchverlag, München 1979. Neuausgabe: Harenberg Kommunikation Verlag, Dortmund 1987, ISBN 978-3-88379-528-7.
- Gustav Klimt, Egon Schiele und die Familie Lederer. Kornfeld, Bern 1986, ISBN 978-3-85773-016-0.
- Secession. Edition Tusch, Wien 1986, ISBN 978-3-85063-163-1.
- Egon Schiele: Leben und Werk in Dokumenten und Bildern. Deutscher Taschenbuchverlag, München 1985, ISBN 978-3-423-02884-4.
- Die goldenen Sessel meines Vaters. Verlag Christian Brandstätter, Wien 1983, ISBN 978-3-85447-038-0.
- Wien speziell: Architektur und Malerei um 1900. Verlag Christian Brandstätter, Wien 1983, ISBN 978-3-85447-021-2.
- Ver Sacrum 1898–1903. Edition Tusch, Wien 1975 sowie 2., ergänzte Auflage 1981, ISBN 3-85063-046-3.
- Egon Schiele. Leben und Werk. Residenz Verlag, Salzburg 1980, ISBN 978-3-7017-0265-7.
- Ver Sacrum 1898–1903. Deutscher Taschenbuchverlag, München 1979, ISBN 978-3-423-01420-5.
- Gustav Klimt: Sein Leben nach zeitgenössischen Berichten und Quellen. Deutscher Taschenbuchverlag, München 1976, ISBN 978-3-423-01146-4.